# 罗恩·鲁宾逊
罗恩·鲁宾逊（英語：Rohan Robinson，1971年11月15日—），澳大利亚男子田径运动员。他曾代表澳大利亚参加1990年、1994年和1998年英联邦运动会田径比赛，其中1998年英联邦运动会获得一枚银牌。